# Ей Би Си (музикална група)
„Ей Би Си“ („ABC“) е британска музикална група основана през 1980 година в Шефилд (Англия).

## История
Мартин Фрай (Martin Fry – роден на 9 март 1958 в Манчестър) е студент в Шефилд и любител журналист, когато по повод на едно интервю се среща с китариста Марк Уайт (Mark White – роден през 1961 в Шефилд, Англия) и саксофониста Стивън Сингълтън (Stephen Singleton – роден през 1959 във Великобритания), членове на групата „Vice Versa“. След тази среща Мартин Фрай става вокал на групата. Той присъединява Марк Ликли (Mark Lickley) – баскитара и Дейвид Робинсън (David Robinson) – ударни и перкусии. Името на групата се променя и става „Ей Би Си“ („ABC“).
През ноември 1981 година излиза първият сингъл „Tears Are Not Enough“ и веднага влиза в Топ 20 на английските класации, заемайки предпоследното място. Стилът е ню романтик със силен поп акцент.
През 1982 Дейвид Робинсън напуска групата и мястото му е заето от Дейвид Палмър (David Palmer). През същата година групата реализира сингъл съдържащ парчетата „Poison Arrow“ и „The Look Of Love“, които достигат първата десетка на музикалните класации и отварят вратите за първия албум на групата наименуван „The Lexicon Of Love“. Марк Ликли не участва в създаването на този албум, който все пак достига върховете на английските класации. Следва едно дълго международно турне, което повишавайки известността и успеха на групата, я въвежда и в американските музикални класации с парчетата „Poison Arrow“ и „The Look Of Love“.
През лятото на 1983, по време на записите на втория албум на Ей Би Си (ABC), наименуван „Beauty Stab“, Дейвид Палмър напуска групата. Сингълът „That Was Then But This Is Now“, предхождащ с няколко месеца появяването на албума, за кратко време се нарежда в английската класация Топ 20 последван от сингъла „S.O.S“, който влиза в класацията Топ 40. Звученето на този албум е американизирано, по-близко до стила поп-рок, но точно американската публика е тази, която не го одобрява.
През 1984 година саксофонистът Стивън Сингълтън напуска групата.
Останали сами, Марк Уайт и Мартин Фрай, присъединявайки Фиона Ръсел-Пауъл (Fiona Russell-Powell) и Дейвид Яриту (David Yarritu) публикуват през октомври 1984 сингъла „How To Be A Millionaire“. През следващата година (1984) постигат най-големия си успех в САЩ благодарение на сингъла „Be Near Me“ (който влиза в Топ 10 на американската класация, но не успява да достигне по-далеч от Топ 20 във Великобритания) и албума „How to Be a... Zillionaire“.
Две години по-късно, през 1986 излиза сингълът „When Smokey Sings“, последван от албума „Alphabet City“, открояващ се със соул денс звученето си.
С подчертан денс характер са последвалите го албуми „Up“ (добил скромен отзвук само във Великобритания) и „Abracadabra“.
През 1992 година Марк Уайт напуска Ей Би Си, вследствие на което Мартин Фрай организира Меджик Скълс (Magic Skulls) заедно с Кейт Лоундс (Keith Lowndes) и Глен Грегори (Glenn Gregory) от групата Хевън 17 (Heaven 17).
Пет години по-късно, през 1997 се възражда Ей Би Си за публикуването на албума „Skyscraping“, който е отново с характерното за първия албум на групата звучене – ню романтик. От последвалото го турне е извлечен записът на „The Lexicon of Live“ – публикуван през 1999 година и последван от сборния албум „Look of Love - The Very Best of ABC“ (2001). През същата година (2001) Ей Би Си са подгряваща група в турнето на Роби Уилямс.

## Дискография
| Албум                                            | Издателска къща                                 | Година на издаване     |
| ------------------------------------------------ | ----------------------------------------------- | ---------------------- |
| The Lexicon of Love                              | Неутрон/Фонограм (Neutron/Phonogram)            | 1982                   |
| Beauty Stab                                      | Неутрон/Фонограм (Neutron/Phonogram)            | 1983                   |
| How To Be A...Zillionaire!                       | Неутрон/Фонограм (Neutron/Phonogram)            | 1985                   |
| Alphabet City                                    | Неутрон/Фонограм (Neutron/Phonogram)            | 1987                   |
| Up                                               | Неутрон/Фонограм (Neutron/Phonogram)            | 1989                   |
| Absolutely                                       | Неутрон/Фонограм (Neutron/Phonogram)            | 1990 – Сборен          |
| Abracadabra                                      | Парлофон (Parlophone)                           | 1991                   |
| ABC 1                                            | Пикуик (Pickwick)                               | 1992 – Сборен          |
| ABC 2                                            | Пикуик (Pickwick)                               | 1992 – Сборен          |
| The Remix Collection                             | (Connoisseur)                                   | 1993 – Сборен          |
| The Collection                                   | Спектрум (Spectrum)                             | 1996 – Сборен          |
| Master Series                                    | Полиграм (Polygram)                             | 1997 – Сборен          |
| Skyscraping                                      | Блейтънт/Дикънструкшън (Blatant/Deconstruction) | 1997                   |
| The Lexicon of Live                              | Блейтънт (Blatant)                              | 1999 – Концертен запис |
| Classic ABC                                      | Меркюри (Mercury)                               | 1999 – Сборен          |
| 20th Century Masters - The Millennium Collection | Меркюри (Mercury)                               | 2000 – Сборен          |
| Hello! An Introduction To ABC                    | Меркюри (Mercury)                               | 2000                   |
| One Better World                                 | Делта Мюзик (Delta Music)                       | 2000 – Сборен          |
| The Look Of Love - Very Best Of ABC              | Меркюри (Mercury)                               | 2001 – Сборен          |
| The Ultimate Collection                          | Юнивърсъл (Universal)                           | 2004 – Сборен          |

## Състав

### Настоящи членове
- Мартин Фрай – вокал (от 1980)
- Дейвид Палмър – ударни и перкусии (1982 – 1983; 2004)

### Предишни членове
- Марк Ликли – баскитара (1980 – 1982)
- Дейвид Робинсън – ударни и перкусии (1980 – 1982)
- Стивън Сингълтън – саксофон (1980 – 1984)
- Марк Уайт – клавишни и китара (1980 – 1992)
- Фиона Ръсел-Пауъл – вокал (1985)
- Дейвид Яриту – вокал (1985)
- Глен Грегори – вокал (1995 – 1997)
- Кейт Лоундс – китара (1995 – 1997)